# Alessandro Bencivenni
Aleesandro Bencivenni (ur. 1954 w Salerno) – włoski scenarzysta.

## Biografia
Jako scenarzysta mieszka i pracuje w Rzymie. Ukończył literaturę i ukończył Eksperymentalne centrum kinematograficzne. Nie tylko pisał scenariusze do Komiksów z bohaterami Disneya, ale też tworzył filmy. Jako scenarzysta filmowy utworzył 13 filmów z Nenim Parentim. Dziesięciokrotnie zdobył Złote Klucze: nagrodę dla najlepszych operatorów roku, którzy odnieśli najwięcej sukcesów.

## Kinematografia
- 2016 Natale a Londra – Dio salvi la Regina
- 2015 Natale col boss
- 2014 Un Natale stupefacente
- 2012 Colpi di fulmine
- 2009 Christmas in Beverly Hills
- 2006 Le rose del deserto
- 2006 Natale a New York
- 2004 Cuore contro cuore (serial TV 2004 –)
- 2000 Don Matteo (serial TV 2000 –)
- 1996 Fantozzi – Il ritorno
- 1996 Ci vediamo in tribunale (TV)
- 1994 Le Nuove comiche
- 1993 Fantozzi in paradiso
- 1992 Ricky e Barabba
- 1992 Io speriamo che me la cavo
- 1992 Le Comiche 2
- 1990 Le Comiche
- 1990 Fantozzi alla riscossa
- 1989 Classe di ferro (serial TV 1989 –)
- 1989 Ho vinto la lotteria di Capodanno
- 1988 Come è dura l’avventura
- 1988 Fantozzi va in pensione
- 1987 Com'è dura l’avventura
- 1986 Superfantozzi

Źródło: